# René Baudry
René Baudry (Baignes-Sainte-Radegonde, 23 mars 1907 - 19 novembre 1964 dans la même ville) est un militaire français, Compagnon de la Libération.

## Biographie

### Jeunesse et engagement
René Baudry naît à Baignes-Sainte-Radegonde (Charente) le 23 mars 1907. Effectuant son service militaire au 3e régiment d'infanterie coloniale de 1927 à 1928, il en sort avec le grade de sergent puis travaille comme comptable aux usines Schneider et Cie à Lormont en Gironde. Il est mobilisé comme sergent-chef de réserve lors de la déclaration de guerre en septembre 1939.

### Seconde guerre mondiale
Affecté au 7e régiment d'infanterie coloniale, il est blessé par balle le 27 mai 1940 lors de la bataille de France. À sa sortie de l'hôpital, il retourne en Gironde et reprend son travail de comptable mais décide ensuite de rejoindre le général de Gaulle et tente de passer en Espagne. Après un premier essai infructueux en mars 1941, il fait une seconde tentative le mois suivant et parvient à franchir la frontière à pied. Mais il est capturé le 19 avril près de San Sebastian et interné au camp de Miranda avant d'être remis aux autorités françaises au mois d'août. 
Incarcéré à Pau, il est libéré le 8 septembre 1941 et se rend à Marseille pour s'engager comme volontaire pour l'Indochine avec l'espoir de quitter la métropole pour pouvoir se rallier plus facilement à la France libre. Cependant, les départs pour l'Asie ayant été suspendus à la suite des attaques japonaises, il retente sa chance, cette fois pour l'Afrique, et parvient finalement à s'embarquer pour le Dahomey. Débarqué à Kandi le 27 décembre, il déserte en compagnie d'Honoré Dalmard (et de leurs ordonnances Soutongo et Bibilo) le 2 mai 1942. Ils réussissent à gagner Fort-Lamy un mois plus tard et à s'engager dans les Forces françaises libres. 
Il est alors déclaré hors-la-loi par Vichy et condamné à mort par le tribunal militaire de Dakar. Affecté à la 1ère Compagnie de Découverte et de Combat de la Colonne Leclerc, il est promu adjudant la 1er mars 1943 et affecté au Régiment de tirailleurs sénégalais du Tchad le 2 juin 1943 avec lequel il prend part à la guerre du désert, combattant au Fezzan, en Tripolitaine et en Tunisie. Il est blessé par un éclat d'obus le 27 février 1943 mais refuse de se faire évacuer. Promu adjudant-chef en 1er avril 1944, il part pour l'Europe avec son régiment rebaptisé Régiment de marche du Tchad et qui prend part à la libération de la France au sein de la 2e division blindée. Il est promu Sous-Lieutenant à titre temporaire le 25 septembre 1944, et devient l'adjoint d'André Boussion à la 1ère Compagnie du Régiment de Marche du Tchad.

### Après-guerre
Poursuivant sa carrière militaire, il est volontaire pour l'Indochine où il part en septembre 1945 et est promu lieutenant à titre définitif le 25 décembre 1945. Il est d'abord affecté à la 153ème Compagnie de Q.G., puis est Officier du Chiffre du Général Leclerc, commandant les Troupes Françaises en Indochine. Il passe dans l'armée d'active avant de revenir en France le 2 août 1947. Il sert ensuite à l'Inspection générale des forces terrestres, maritimes et aériennes d'Afrique du nord à partir d'octobre 1947 puis à Madagascar dans la 1re demi-brigade coloniale. 
Passé capitaine le 1er octobre 1951, il revient en France en juillet 1952 avant de repartir en Algérie dans les rangs du 13e régiment de tirailleurs sénégalais. Après un passage au Niger fin 1953 début 1954, il revient à nouveau en Algérie où il reste jusqu'en novembre 1958. En mai 1958, il soutient le retour au pouvoir du Général de Gaulle exigé par le Putsch d'Alger.

Atteint par la limite d'âge du grade, il est admis à la retraite le 23 mars 1959, et s'installe dans son village natal de Baignes-Sainte-Radegonde où il meurt le 19 novembre 1964.

## Décorations
|  |  |  |
|  |  |  |
|  |  |  |
|  |  |  |
|  |  |  |

| Chevalier de la Légion d'Honneur                                             | Chevalier de la Légion d'Honneur                                             | Compagnon de la Libération                                                  | Compagnon de la Libération                                                  | Médaille militaire                                                   | Médaille militaire                                                   |                                                  |                                                  |
| Croix de Guerre 1939-1945 2 palmes, 1 étoile de vermeil, 4 étoiles de bronze | Croix de Guerre 1939-1945 2 palmes, 1 étoile de vermeil, 4 étoiles de bronze | Croix du combattant                                                         | Croix du combattant                                                         | Médaille commémorative des services volontaires dans la France libre | Médaille commémorative des services volontaires dans la France libre |                                                  |                                                  |
| Croix du combattant volontaire de la Résistance                              | Croix du combattant volontaire de la Résistance                              | Médaille coloniale Avec agrafes "Fezzan-Tripolitaine" et "Extrême-Orient"   | Médaille coloniale Avec agrafes "Fezzan-Tripolitaine" et "Extrême-Orient"   | Médaille des blessés de guerre                                       | Médaille des blessés de guerre                                       |                                                  |                                                  |
| Médaille commémorative française de la guerre 1939-1945                      | Médaille commémorative française de la guerre 1939-1945                      | Médaille commémorative des opérations de sécurité et de maintien de l'ordre | Médaille commémorative des opérations de sécurité et de maintien de l'ordre | Presidential Unit Citation (États-Unis)                              | Presidential Unit Citation (États-Unis)                              |                                                  |                                                  |
| Officier de l'Ordre de l'étoile noire (Bénin)                                | Officier de l'Ordre de l'étoile noire (Bénin)                                | Chevalier de l'Ordre du Nichan Iftikhar (Tunisie)                           | Chevalier de l'Ordre du Nichan Iftikhar (Tunisie)                           | Chevalier de l'Ordre du Nichan Iftikhar (Tunisie)                    | Ordre de l'Étoile de la Grande Comore (Officier)                     | Ordre de l'Étoile de la Grande Comore (Officier) | Ordre de l'Étoile de la Grande Comore (Officier) |

## Publications
- Vivrais-je cent ans ?, Tananarive, Auto-édition, 1951.